# 鍋屋バイテック
鍋屋バイテック株式会社（なべやバイテック、Nabeya Bi-tech Kaisha ）は、岐阜県関市にある機械要素部品メーカー。
2010（平成22）年度 APEC 中小企業 大臣会合に参加した各国の大臣・国務長官の視察先に選定された随一の企業で、日本を代表する中小企業・老舗（1560年〈永禄3年〉創業）の1社。
株式会社を入れた正式な社名は鍋屋バイテック株式会社だが、通称及び英語では「鍋屋バイテック会社（Nabeya Bi-tech Kaisha）」という。ユニークな命名である。
本社は「工場」と呼ばず、「工園」という。これは前会長の岡本太一が、「自然と融合したクリエイティブな工場」を標榜したからである。目標管理や成果主義などで社員を縛らず、のびのびと自由に行動してもらうことが好結果を生むという発想に基づいて、売上げなどの目標を持たない特異な企業である。国際取引も多く、地方にありながらグローバル感のある自由闊達な社風で知られる。
岡本は1995年（平成7年） "科学技術振興功績者"として科学技術庁長官賞を、2005年（平成17年）には"デザイン・エクセレント・カンパニー賞" を受賞した。2007年、岡本は代表権のない会長に退き、後任として金田光夫が社長に就任した。金田は創業1560年以来初の岡本家以外からの社長就任となった。
2017年3月1日付けで岡本友二郎が代表取締役社長に、金田光夫が代表取締役会長に、それぞれ就任した。
2007年には「日経スペシャル カンブリア宮殿」で、"最先端を走る老舗・理想工場"として紹介された。中部地方の中小企業としては初。出演した企業としてもトヨタ自動車・樹研工業に続いて中部地方で3社目であり、日本を代表する中小企業の1社に肩を並べた。
1560年創業のナベヤから太一の父である友吉が本家から独立して設立し、ナベヤと同じく伝統技術である鋳物をベースとした伝導機器を製造している。分家・グループ企業の多くも「ナベヤ」もしくは「鍋屋」の称号を社名に有している。

## 岐阜現代美術財団
太一は現代美術・ワインの収集家としても知られ、とりわけ墨象美術家・篠田桃紅の作品については全国有数のコレクションを有している。2006年9月工場内に現代美術家のコレクションを展示した岐阜現代美術館が開設すると共に、岐阜現代美術財団を創設し初代理事長に就任したが2009年6月に急逝。後任の理事長には妻の園子が就任した。2010年6月には、天皇・皇后が本財団の運営する関市立篠田桃紅美術空間に来館した。

## 受賞歴
- 1993年 - 日経ニューオフィス推進賞（ベスト・オフィス・イン・ジャパン）。
- 1994年 - 通商産業省グッドデザイン施設。 緑化優良工場として"財団法人日本緑化センター会長表彰"。社団法人中小企業研究センター賞。
- 1998年 - "MEME Center"および"元気亭"が中部建築賞。
- 2003年 - 第5回 岐阜県21世紀ふるさとづくり芸術賞 優秀賞。
- 2005年 - 内閣総理大臣表彰「ものづくり日本大賞」（第1回）優秀賞。「デザイン・エクセレント・カンパニー賞」受賞。『Vプーリの多種要るだけ微量生産を実現した、ゆったり自働加工設備の開発とコスト削減』で内閣総理大臣表彰「第1回ものづくり日本大賞」優秀賞。

## テレビ番組
- 日経スペシャル カンブリア宮殿 「仕事快適！理想の工場へいらっしゃい ～創業450年、最先端を走る職人集団～ 」（2007年12月24日、テレビ東京）- 出演：会長 岡本太一[3]。

## 関係会社
- 株式会社NBK&カンパニー
- 鍋屋百迪精密機械（蘇州）有限公司
- NBK America LLC
- NBKマーケティング株式会社